# D&M Holdings
D + M Group, anteriormente conhecido como DMGlobal e D & M Holdings, é uma empresa japonesa que possui várias marcas de áudio e vídeo. Foi formada em 2002 pela fusão da Denon e Marantz.Desde então, adquiriu várias outras empresas. Antes de 2008, era propriedade da RHJ International, que está associada à Ripplewood Holdings. Em 2008, foi adquirida por K. K. BCJ-2, uma corporação de Tóquio, de propriedade de fundos de investimento assessorados pela Bain Capital.
A empresa americana Sound United LLC, adquiriu a  D + M Group em fevereiro de 2017.

## Marcas e holdings
- Denon
- Marantz
- Boston Acoustics
- D&M Professional
- Denon DJ
- The Speaker Company
- Polk Audio